# 安加尔斯克

安加尔斯克位置

安加尔斯克（俄语：Анга́рск），俄罗斯伊尔库茨克州一城市，位于基托伊河注入安加拉河的河口，西伯利亚大铁路通过该城。
安加尔斯克于1948年开始建设，1951年落成，是秋明油田原油的主要加工中心之一，现有人口约262,300人（2004年）。曾有计划从安加尔斯克修建通往纳霍德卡或者中国大庆的输油管线，后因提供资金的中国和日本两国争执不下而被放弃，该线转而从泰舍特出发。

## 友好城市
- 俄羅斯 梅季希
- 中国 锦州市
- 日本 小松市
- 俄羅斯 阿盧什塔